# Zdzisław Jarzębski
Zdzisław Marian Jarzębski (ur. 19 maja 1933 w Skrzyszowie) – polski fizyk, autor książek i prac naukowych z dziedziny fizyki metali i ich tlenków oraz energii słonecznej pozyskiwanej za pomocą instalacji fotowoltaicznej.
Urodził się 19 maja 1933 w Skrzyszowie k/Dębicy w domu Józefa Jezuit i Stefani z domu Sąsiadek. Do 1963 roku nosił nazwisko Jezuit. Absolwent I Liceum Ogólnokształcącego w Dębicy (1952), studiował fizykę na Uniwersytecie Jagiellońskim (1952–56). Stopień doktora w dziedzinie nauk matematyczno-fizycznych z zakresu fizyki otrzymał w 1967 roku na Akademii Górniczo-Hutnicznej (na Wydziale Elektrotechniki Górniczo-Hutniczej) za badania fizycznych właściwości tlenku kadmu.
Pracując w latach 1959–1960 w Krakowskich Zakładach Elektronicznych Telpod zadebiutował badaniami z zakresu technologii prostowników selenowych, których efektem było współautorstwo urządzenia opatentowanego w 1960 roku przez Urząd Patentowy w Warszawie (nr 44031 - Urządzenie do elektrycznego formowania selenowych płytek prostowniczych) i wykorzystanego w tych zakładach.
Pracował naukowo w różnych uczelniach i instytutach naukowych w kraju i za granicą, m.in. w Akademii Medycznej w Krakowie (1956–1959), w Akademii Górniczo-Hutniczej (w latach 1960–72 na Wydziale Metalurgicznym, a po uzyskaniu doktoratu na Wydziale Ceramicznym), w Ośrodku Badawczym Monokryształów w Warszawie (1973–74), w Instytucie Odlewnictwa w Krakowie (1976–78), w Zakładzie Fizyki Ciała Stałego PAN w Zabrzu (1978–88), obecnie Centrum Materiałów Polimerowych i Węglowych PAN w Zabrzu.
W 1973 roku opublikował pionierską monografię – Oxide semiconductors, dotyczącą półprzewodników tlenkowych, wydaną przez Pergamon Press w Oksfordzie. Dzięki honorarium z publikacji w 1974 roku udał się prywatnie do Kanady. Książka ta oraz jej recenzje w prestiżowych światowych czasopismach umożliwiły mu zatrudnienie na stanowisku profesora wizytującego w Centrum Interdyscyplinarnym Studiów nad Fizyką Chemiczną na Uniwersytecie Zachodniego Ontario (1974–75). Wyniki prowadzonych tam badań opublikował razem z J.P. Martonem w czasopiśmie „Journal of The Electrochemical Society”. W latach 1988–1990 był profesorem fizyki na Wydziale Fizyki w Uniwersytecie Zambijskim w Lusace. Po powrocie do kraju zdecydował się zakończyć swoją karierę zawodową i przejść na emeryturę .
W roku 1963 poślubił Alicję (ur. 1941) z domu Budziło – muzykologa, z którą ma córkę Jolantę Jarzębską–Hotloś (ur. 1966) oraz syna Jerzego Jarzębskiego (ur. 1970).

## Publikacje
- Zdzisław M. Jarzebski, Oxide semiconductors. (Półprzewodniki tlenkowe), Oxford: Pergamon Press, 1973, ISBN 978-0-08-016968-2, ISBN 0-08-016968-6, OCLC 624062 (ang.).
- Zdzislaw M. Jarzębski, Dyfuzja w metalach: podstawy teoretyczne i metody doświadczalne, Katowice: Wydawnictwo „Śląsk”, 1975, OCLC 831127610. Brak numerów stron w książce
- Zdzisław M. Jarzębski, Dyfuzja w metalach i stopach, Katowice: Wydawnictwo „Śląsk”, 1988, ISBN 978-83-216-0638-5, OCLC 750556298. Brak numerów stron w książce
- Zdzisław M. Jarzębski, Energia słoneczna: konwersja fotowoltaiczna, Warszawa: Państwowe Wydawnictwo Naukowe, 1990, ISBN 978-83-01-09436-2, OCLC 834121315. Brak numerów stron w książce

Jest także autorem lub współautorem wielu artykułów naukowych, m.in.:
- Z.M. Jarzebski, J.P. Marton, Physical Properties of SnO2 Materials: I. Preparation and Defect Structure, „Journal of The Electrochemical Society”, 123 (7), 1976, 199C–205C, DOI: 10.1149/1.2133010, ISSN 0013-4651 [dostęp 2023-10-28] (ang.).
- Z.M. Jarzebski, J.P. Marton, Physical Properties of SnO2 Materials: II. Electrical Properties, „Journal of The Electrochemical Society”, 123 (9), 1976, 299C–310C, DOI: 10.1149/1.2133090, ISSN 0013-4651 [dostęp 2023-10-28] (ang.).
- Z.M. Jarzebski, J.P. Marton, Physical Properties of SnO2 Materials: III. Optiical Properties, „Journal of The Electrochemical Society”, 123 (10), 1976, 333C, DOI: 10.1149/1.2132647, ISSN 0013-4651 [dostęp 2023-10-28] (ang.).